# استر لدربرگ
استر میریام زیمر لدربرگ (انگلیسی: Esther Lederberg; ۱۸ دسامبر ۱۹۲۲ – ۱۱ نوامبر ۲۰۰۶) میکروبیولوژیست آمریکایی و پیشگام در ژنتیک میکروبی بود. او ویروس باکتریایی فاژ لاندا و عامل باروری F را کشف کرد، اولین اجرای پلیت‌گذاری تکراری را طراحی کرد و درک انتقال ژن‌ها بین باکتری‌ها را از طریق ترارسانی توسعه داد.
لدربرگ همچنین مرکز مرجع پلاسمید را در دانشگاه استنفورد بنیان‌گذاری و مدیریت کرد، جایی که انواع مختلف پلاسمید را، از جمله آن‌هایی که کدگذاری مقاومت آنتی‌بیوتیکی، مقاومت به فلزات سنگین، ویریولانس، هم‌یوغی باکتریایی، کولیسین‌ها، عناصر جابه‌جا شونده و سایر عوامل ناشناخته را انجام می‌دادند، حفظ، نام‌گذاری و توزیع می‌کرد.
به عنوان زنی در حوزه‌ای مردسالار و همسر برنده جایزه نوبل جاشوآ لدربرگ، استر لدربرگ برای به رسمیت شناخته شدن حرفه‌ای تلاش کرد. با وجود کشفیات اساسی او در زمینه میکروبیولوژی، هیچ‌گاه موقعیت تدریس رسمی در دانشگاه به او پیشنهاد نشد. کتاب‌های درسی اغلب کار او را نادیده می‌گیرند و دستاوردهایش را به همسرش نسبت می‌دهند.

## سال‌های اولیه

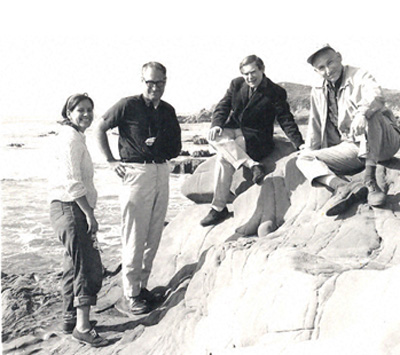
استر لدربرگ، گونتر استنت، سیدنی برنر، جاشوآ لدربرگ، ۱۹۶۵

استر میریام زیمر نخستین فرزند از دو فرزند خانواده‌ای با پیشینه یهودیت ارتدکس در برانکس نیویورک بود. پدرش دیوید زیمر، مهاجری از رومانی بود که یک چاپخانه را اداره می‌کرد، و مادرش پولین گلر زیمر بود. برادرش، بنجامین زیمر، در سال ۱۹۲۳ متولد شد. زیمر در دوران رکود بزرگ بزرگ شد و اغلب ناهارش تکه‌ای نان با آب گوجه‌فرنگی فشرده بود. او زبان عبری را یادگرفت و از این مهارت برای اجرای آیین‌های پسح استفاده می‌کرد.
زیمر در دبیرستان ایواندر چایلدز در برانکس تحصیل کرد و در سال ۱۹۳۸ در سن ۱۵ سالگی فارغ‌التحصیل شد. او بورس تحصیلی برای حضور در کالج هانتر نیویورک دریافت کرد. در ابتدا علاقه‌مند به ادبیات یا زبان فرانسوی بود، اما برخلاف توصیه معلمانش، که معتقد بودند زنان در رشته‌های علمی موفقیت کمتری دارند، به بیوشیمی تغییر رشته داد. او به عنوان دستیار تحقیقاتی در باغ گیاه‌شناسی نیویورک کار کرد و بر روی Neurospora crassa با آسیب‌شناس گیاهی برنارد اوگیلوی داج پژوهش کرد. در سال ۱۹۴۲، در سن ۱۹ سالگی، با مدرک ژنتیک و درجه cum laude فارغ‌التحصیل شد.
پس از فارغ‌التحصیلی، زیمر به عنوان دستیار تحقیقاتی الکساندر هالندر در بنیاد کارنگی برای علوم (بعداً آزمایشگاه کولد اسپرینگ هاربر) کار کرد و تحقیقات خود را روی N. crassa ادامه داد.

## مشارکت‌ها در میکروبیولوژی و ژنتیک
لدربرگ بیشتر دهه ۱۹۵۰ را در دانشگاه ویسکانسین-مدیسن سپری کرد. او در این دانشگاه فاژ لاندا را کشف کرد، اولین اجرای موفقیت‌آمیز پلیت‌گذاری تکراری را توسعه داد و مکانیسم‌های ژنتیکی ترارسانی را بررسی کرد. این کشفیات، پایه‌های بسیاری از مطالعات ژنتیکی در نیمه دوم قرن بیستم را شکل دادند.

### λ فاژ
استر لدربرگ اولین فردی بود که λ فاژ را جداسازی کرد. او ابتدا این کشف را در سال ۱۹۵۱، زمانی که دانشجوی دکتری بود، گزارش کرد و سپس در مقاله‌ای در سال ۱۹۵۳ در مجله Genetics توضیح مفصلی از آن ارائه داد. او در حال کار با یک سویه K12 از E. coli بود که با نور فرابنفش جهش‌زایی شده بود. زمانی که او مخلوطی از سویه جهش‌یافته و سویه والد K12 را روی یک پلیت آگار کشت داد، مشاهده کرد که پلاک‌هایی ظاهر شدند، که مشخص بود ناشی از عفونت باکتریوفاژها هستند. منبع این باکتریوفاژ سویه والد K12 بود. تابش UV باعث «درمان» باکتریوفاژ از سویه جهش‌یافته شده بود، که آن را نسبت به عفونت توسط همان باکتریوفاژی که سویه والد تولید می‌کرد، حساس کرده بود. این باکتریوفاژ به نام λ نام‌گذاری شد. مطالعات او نشان داد که λ دارای دو مسیر تکثیر است: یکی مسیر معمولی که در آن فاژ به سرعت خود را تکثیر کرده و در نهایت سلول میزبان E. coli را ترک می‌کند، و دیگری مسیر جایگزین که در آن فاژ به‌طور خاموش درون E. coli باقی می‌ماند و به عنوان یک نشانگر ژنتیکی عمل می‌کند.
استر و جاشوا لدربرگ نشان دادند که λ، در شکل خاموش خود، به لحاظ ژنتیکی در نزدیکی ژن‌های E. coli که برای متابولیسم گالاکتوز (gal) مورد نیاز هستند، نقشه‌یابی می‌شود. آن‌ها پیشنهاد کردند که ماده ژنتیکی λ به‌طور فیزیکی درون کروموزوم باکتری در کنار ژن‌های gal ادغام شده و همراه با DNA میزبان همانندسازی می‌شود. زمانی که پروفاژ بعداً از میزبان جدا شود، باید خود را از DNA میزبان جدا کند. گاهی، DNA فاژ که جدا می‌شود، شامل قطعاتی از DNA میزبان نیز هست، که می‌تواند توسط فاژ به یک میزبان جدید وارد شود. این فرایند ترارسانی (ژنتیک) نام دارد.
پس از انتشار مطالعات او در مورد λ در طول چندین سال، لدربرگ یافته‌های خود را در کنفرانس‌های بین‌المللی ارائه کرد. در سال ۱۹۵۷، او در سمپوزیوم ژنتیک باکتریایی و ویروسی در کانبرا، استرالیا، دربارهٔ لیزوژنی λ و ترارسانی تخصصی سخنرانی کرد. در سال ۱۹۵۸، او یافته‌های خود در مورد نقشه‌برداری ساختاری-جزئی از جایگاه gal را در دهمین کنگره بین‌المللی ژنتیک در مونترآل، کانادا ارائه داد.